# یپرم چاکوریان
یپرم چاکوریان (انگلیسی: Efrain Chacurian؛ زادهٔ ۲۲ فوریهٔ ۱۹۲۴ - درگذشته ۱۵ فوریهٔ ۲۰۱۹) بازیکن فوتبال در پست مهاجم ارمنی‌تبار اهل آرژانتین بود. وی در سال ۱۹۴۷ به ایالات متحده آمریکا مهاجرت نمود. چاکوریان در سال 1992 به تالار مشاهیر فوتبال ملی راه یافت.

## باشگاهی
از باشگاه‌هایی که در آن بازی کرده‌است می‌توان به باشگاه فوتبال راسینگ کلوب آویاندا اشاره کرد.

## تیم ملی
در بین سال‌های ۱۹۵۳ تا ۱۹۵۴ وی در تیم ملی فوتبال ایالات متحده آمریکا در ۴ بازی حضور داشته است.
| ۱.                            | ۳ مارس ۱۹۵۴ | Paul Magloire Stadium, پورتو پرنس، هائیتی | هائیتی | ۲–۳ | برد | مرحله مقدماتی جام جهانی فوتبال ۱۹۵۴ |
| Correct as of August 27, 2011 |             |                                           |        |     |     |                                     |

## مربیگری
چاکوریان بین سال‌های ۱۹۷۶ تا ۱۹۸۰ مربی تیم فوتبال دانشگاه ییل بوده‌است.

## درگذشت
وی روز جمعه ۱۵ فوریه ۲۰۱۹ یک هفته پیش از تولد ۹۵ سالگی اش درگذشت.